# Carol Heiss
Carol Elizabeth Heiss, po mężu Jenkins (ur. 20 stycznia 1940 w Nowym Jorku) – amerykańska łyżwiarka figurowa, startująca w konkurencji solistek. Mistrzyni olimpijska ze Squaw Valley (1960), wicemistrzyni olimpijska z Cortina d’Ampezzo (1956), 5-krotna mistrzyni świata (1956–1960), dwukrotna mistrzyni Ameryki Północnej (1957, 1959) oraz 4-krotna mistrzyni Stanów Zjednoczonych (1957–1960). Po zakończeniu kariery amatorskiej w 1960 roku wystąpiła w filmie, a następnie została trenerką łyżwiarstwa.
W 1958 roku została pierwszą kobietą, która skoczyła w zawodach podwójnego axla.

## Życiorys

### Kariera amatorska
Carol Heiss rozpoczęła naukę jazdy na łyżwach w wieku 4 lat na sezonowym lodowisku w Long Island. Przez następne dwa lata należała do klubu Brooklyn Ice Palace, zaś później łyżwiarstwo figurowe zaczęło uprawiać jej młodsze rodzeństwo i wszyscy razem przenieśli się do klubu SC of New York. Początkowo była trenowana przez Andrée Brunet, zaś po roku otrzymała szansę na treningi pod okiem męża Andrée, Pierre Bruneta, który był jej trenerem przez całą karierę.
W latach 1953–1956 regularnie stawała na drugim stopniu podium mistrzostw Stanów Zjednoczonych, czterokrotnie ustępując Tenley Albright. W tym czasie Carol zdobyła wicemistrzostwo świata 1955 w Wiedniu oraz dwa srebrne medale mistrzostw Ameryki Północnej (1953, 1955). Na Zimowych Igrzyskach Olimpijskich 1956 w Cortinie d’Ampezzo po raz kolejny przegrała jedynie z rodaczką Albright i zdobyła wicemistrzostwo olimpijskie. Dopiero na mistrzostwach świata 1956 w Garmisch-Partenkirchen Heiss po raz pierwszy pokonała Albright i zdobyła swój pierwszy tytuł mistrzyni świata.
Po igrzyskach do Heiss zgłosił się przedstawiciel rewii łyżwiarskiej Ice Capades, który zaproponował jej przejście na karierę zawodową. Oznaczałoby to zakończenie amatorskich występów Heiss w zawodach, zaś w tamtych czasach nawet podejrzenia o podpisanie kontraktu zawodowego mogły oznaczać dla łyżwiarza wykluczenie z możliwości kontynuowania rywalizacji o medale. Pomimo dużych potrzeb finansowych rodziny ze względu na kosztowne lekcje łyżwiarstwa i chorobę matki, to właśnie Marie Heiss, matka Carol, poprosiła córkę o podjęcie dalszej walki o tytuł mistrzyni olimpijskiej. Marie Heiss zmarła na raka w październiku 1956 roku, gdy Carol miała zaledwie 16 lat. W trudnym czasie otrzymała wsparcie od trenera Bruneta i jego żony, którego uważała za swojego „drugiego ojca”.
Carol uszanowała prośbę matki kontynuując karierę amatorską i przez kolejne cztery lata była niepokonana zarówno w zawodach krajowych jak i międzynarodowych. Zdobyła dwa złote medale mistrzostw Ameryki Północnej (1957, 1959), cztery tytuły mistrzyni Stanów Zjednoczonych (1957–1960) oraz dołożyła do tytułu mistrzyni świata z 1956 roku kolejne cztery.
Na Zimowe Igrzyska Olimpijskie 1960 w Squaw Valley jechała jako faworytka do złota. Podczas ceremonii otwarcia igrzysk została wybrana do wygłoszenia mowy w imieniu sportowców. 23 lutego została mistrzynią olimpijską.
Jej ostatnim występem amatorskim były mistrzostwa świata 1960 w Vancouver, gdzie piątym tytułem mistrzyni świata zakończyła karierę. Carol nie chciała kontynuować kariery ze względu na duże wydatki z nią związane. Ponadto od sierpnia 1959 roku była sekretnie zaręczona z Hayesem Alanem Jenkinsem z którym spotykała się od 16. roku życia. Jenkins, zanim poprosił ją o rękę, zapytał o zgodę jej ojca oraz trenera Pierre Bruneta.

## Życie prywatne

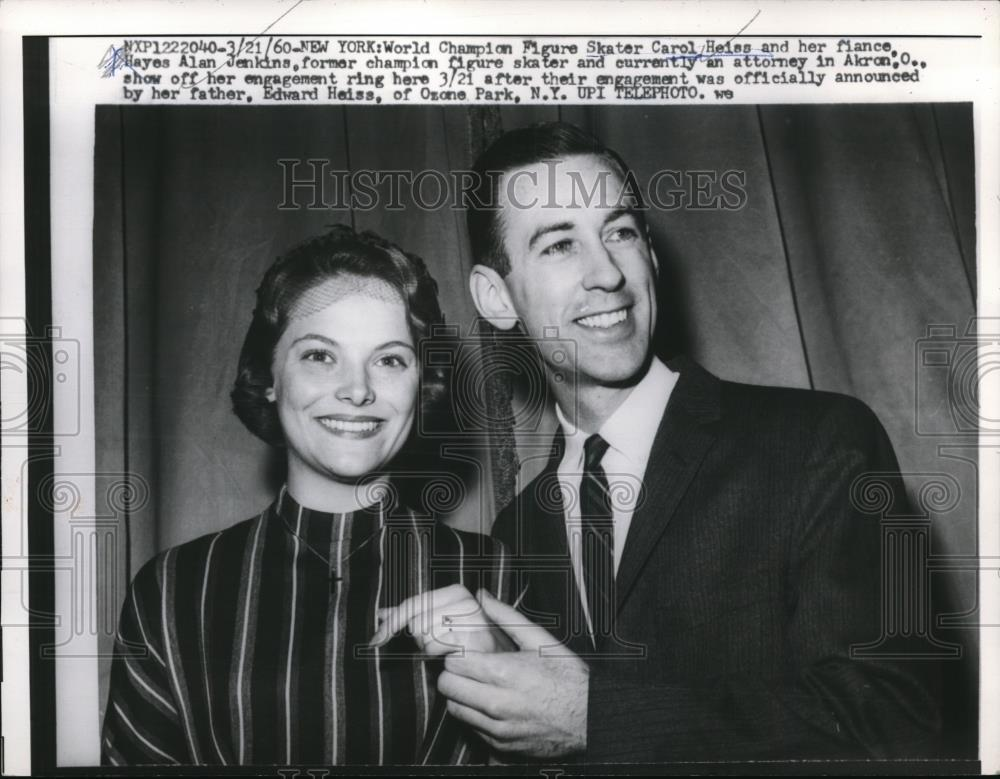
Carol Heiss z narzeczonym Hayesem Alanem Jenkinsem (1960)

Jej rodzice pochodzili z Niemiec i wyemigrowali do Stanów Zjednoczonych w latach 30. XX wieku. Jej ojciec pracował jako piekarz, zaś jej matka Marie Heiss zmarła na raka, gdy Carol miała 16 lat. Jej młodsze rodzeństwo, siostra Nancy i brat Bruce, także trenowali łyżwiarstwo figurowe.
W 1960 roku studiowała anglistykę na Uniwersytecie Nowojorskim. W 1960 roku wyszła za mąż za Hayesa Alana Jenkinsa, mistrza olimpijskiego 1956 w konkurencji solistów. Mają troje dzieci.

## Osiągnięcia
| Zawody                           | 1953           | 1954           | 1955           | 1956           | 1957           | 1958           | 1959           | 1960           |                |                |                |                |                |                |                |                |                |
| Międzynarodowe                   | Międzynarodowe | Międzynarodowe | Międzynarodowe | Międzynarodowe | Międzynarodowe | Międzynarodowe | Międzynarodowe | Międzynarodowe | Międzynarodowe | Międzynarodowe | Międzynarodowe | Międzynarodowe | Międzynarodowe | Międzynarodowe | Międzynarodowe | Międzynarodowe | Międzynarodowe |
| -------------------------------- | -------------- | -------------- | -------------- | -------------- | -------------- | -------------- | -------------- | -------------- | -------------- | -------------- | -------------- | -------------- | -------------- | -------------- | -------------- | -------------- | -------------- |
| Igrzyska olimpijskie             |                |                |                | 2              |                |                |                | 1              |                |                |                |                |                |                |                |                |                |
| Mistrzostwa świata               | 4              |                | 2              | 1              | 1              | 1              | 1              | 1              |                |                |                |                |                |                |                |                |                |
| Mistrzostwa Ameryki Północnej    | 2              |                | 2              |                | 1              |                | 1              |                |                |                |                |                |                |                |                |                |                |
| Krajowe                          |                |                |                |                |                |                |                |                |                |                |                |                |                |                |                |                |                |
| Mistrzostwa Stanów Zjednoczonych | 2              | 2              | 2              | 2              | 1              | 1              | 1              | 1              |                |                |                |                |                |                |                |                |                |

## Nagrody i odznaczenia
- Światowa Galeria Sławy Łyżwiarstwa Figurowego – 1976[7]
- Amerykańska Galeria Sławy Łyżwiarstwa Figurowego – 1976[8][9]